# Athemellus metallescens
Athemellus metallescens là một loài bọ cánh cứng trong họ Cantharidae. Loài này được Gorham miêu tả khoa học năm 1889.